# Kate Lang Johnson

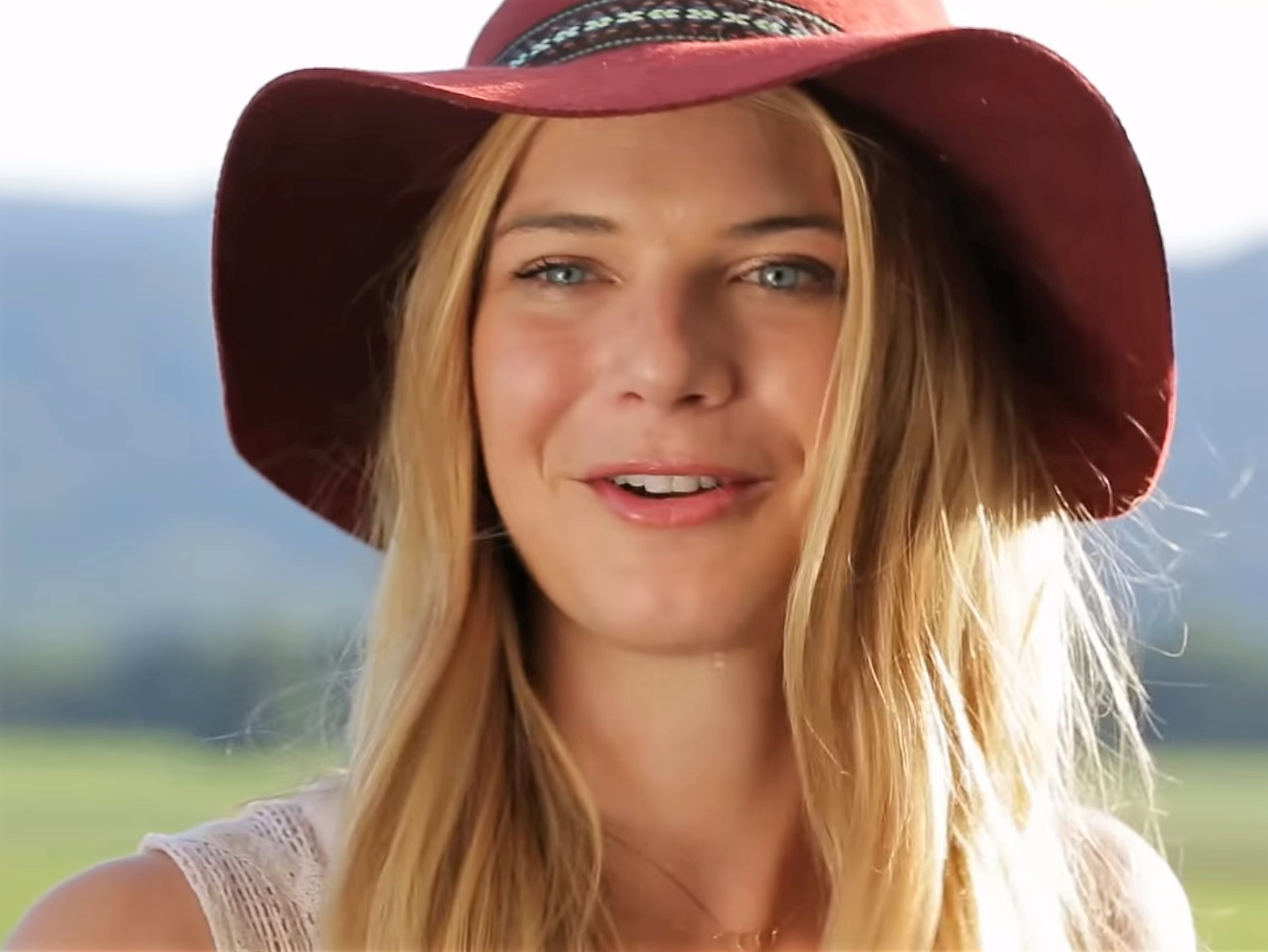
Kate Lang Johnson, 2014

Kate Lang Johnson (* 7. September 1984 in Minneapolis, Minnesota, als Kate Banister Johnson, auch Kate Miner) ist eine US-amerikanische Schauspielerin und ehemaliges Model.

## Leben und Karriere
In Minnesota als Kate Banister Johnson geboren, wuchs sie in Orange County in Kalifornien auf. Ein ständiger Begleiter in ihrer Kindheit war das Theater. Sie zog, nachdem ihr Talent auf der Junior High School entdeckt worden war, nach Los Angeles. Dort wollte sie ihre Schauspielkarriere beginnen. Es folgten zahlreiche Gastauftritte, unter anderem in Boston Public, Malcolm mittendrin, Drake & Josh, Emergency Room – Die Notaufnahme und dem Film Fired Up!. Johnson war 2004 und 2009 jeweils in einer Folge von CSI: Miami zu sehen, jedoch jeweils in zwei verschiedenen Rollen. 2010 bekam sie eine Hauptrolle in der NBC-Fernsehserie Persons Unknown, welche jedoch nach einer Staffel eingestellt wurde. Danach folgten weitere Auftritte in den Serien The Secret Life of the American Teenager und CSI: NY sowie in der Filmkomödie Die Qual der Wahl. Im Jahr 2013 war sie in zwei Folgen von Dr. Dani Santino – Spiel des Lebens zu Gast.
Kate Johnson hat schon für viele internationale Modefirmen wie Abercrombie & Fitch, Levi’s und Hollister gemodelt. Ihre Agentur ist Nous Models in Los Angeles.

## Filmografie (Auswahl)
- 2002: Boston Public (Fernsehserie, Folge 2x15)
- 2004: Malcolm mittendrin (Malcolm in the Middle, Fernsehserie, Folge 5x13)
- 2004, 2009: CSI: Miami (Fernsehserie, Folgen 2x22 und 8x03)
- 2004: Drake & Josh (Fernsehserie, Folge 2x06)
- 2006: Behind the Mask: (Kelly Curtis)
- 2006: Echoboom
- 2007: Ugly Betty (Fernsehserie, Folge 1x14)
- 2007: Emergency Room – Die Notaufnahme (ER, Fernsehserie, Folge 13x18)
- 2009: Fired Up!
- 2010: Persons Unknown (Fernsehserie, 13 Folgen)
- 2010: Hellcats (Fernsehserie, 2 Folgen)
- 2012: CSI: NY (Fernsehserie, Folge 8x11)
- 2012: Die Qual der Wahl (The Campaign)
- 2012: Scandal (Fernsehserie, Folge 2x07)
- 2013: Dr. Dani Santino – Spiel des Lebens (Necessary Roughness, Fernsehserie, 8 Folgen)
- 2013: Two and a Half Men (Fernsehserie, Folge 11x09)
- 2013: A Leading Man
- 2015: Street
- 2016: Fifty Shades of Black
- 2016: Grey’s Anatomy (Fernsehserie, Folge 13x11)
- 2017: Disjointed (Fernsehserie, Folge 1x08)
- 2018: Life in Pieces (Fernsehserie, Folge 3x19)
- 2018–2021: Shameless (Fernsehserie, 33 Folgen)
- 2019: Deviant Love
- 2023: Navy CIS: Hawaiʻi (Fernsehserie, Folge 2x03)
- 2023: FBI: International (Fernsehserie, Folge 2x21)
- 2023: A Podcast to Die For (Fernsehfilm)
- 2024: Festival of Trees (Fernsehfilm)